# Église Saint-Pierre de Lardy
Pour les articles homonymes, voir Église Saint-Pierre.
L'église Saint-Pierre de Lardy est une église paroissiale catholique, dédiée à saint Pierre, située dans la commune française de Lardy (département de l'Essonne).

## Historique
D'origine romane, l'église est bâtie au XIIe siècle mais subit de sévères prédations durant la Guerre de Cent Ans ; elle est reconstruite par Yves de Karnazet, compagnon de Charles VII et seigneur du lieu,. 
Le clocher et les bas-côtés subsistent.
L'édifice souffre à nouveau de prédations pendant les guerres de Religion et la Fronde.
Depuis un arrêté du 8 mai 1967, l'église est inscrite au titre des monuments historiques.
L'édifice est restauré du début des années 2000 à 2012, pour un montant de plus d'1,3 million d'euros, dont un million sur le budget de la commune et 0,3 million de subventions.

## Description
L'église conserve des sépultures de seigneurs du lieu.
Le portail du XVe siècle comporte des chapiteaux sculptés. Elle contient une crucifixion, des fonts baptismaux du XVIIIe siècle et des vitraux du XVIe siècle et du XIXe siècle.